# V-3 ágyú

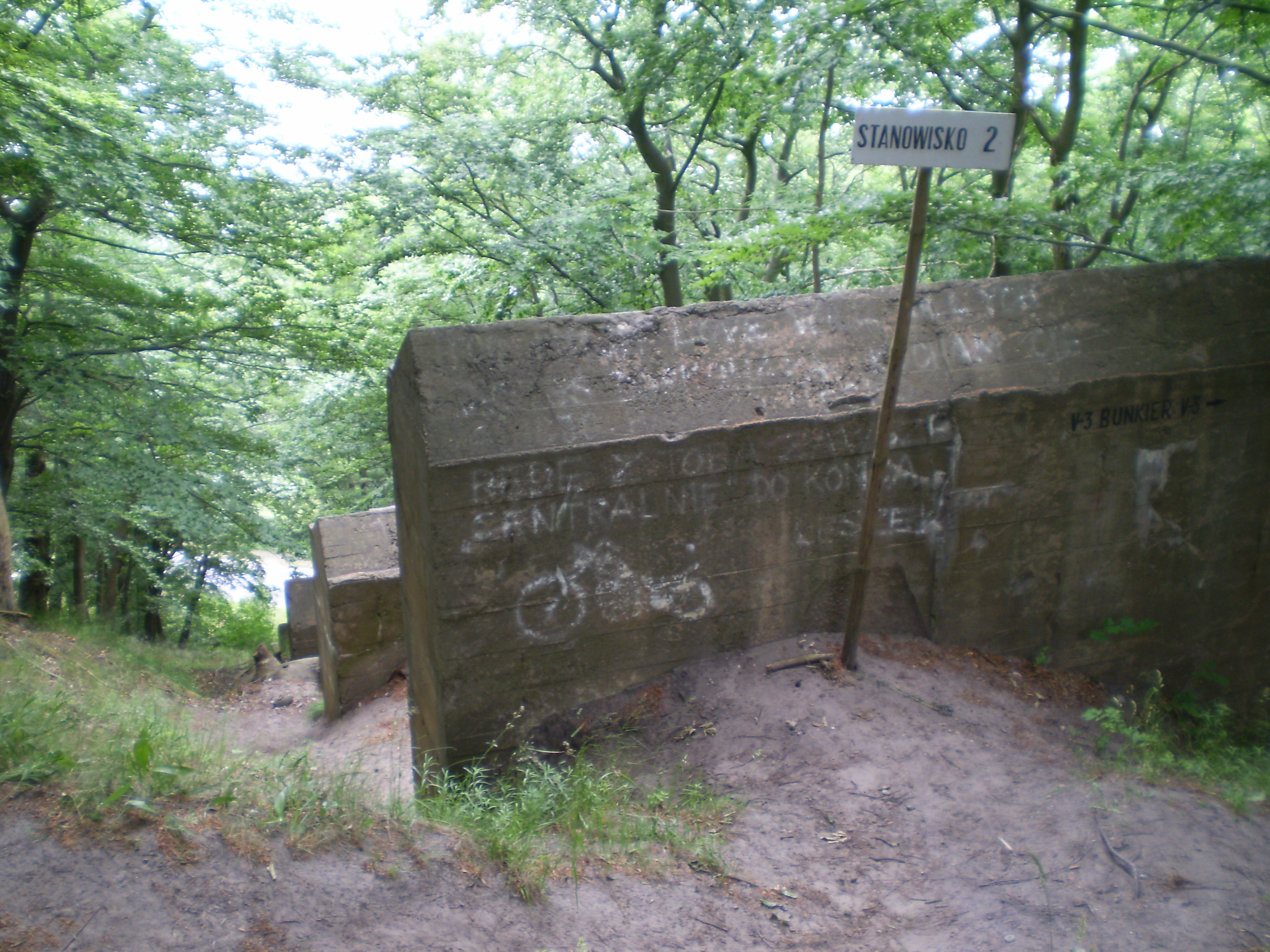
A V-3 maradványai Zalesie-ben, Misdroy közelében, Wolin-sziget, Lengyelország (2008)

A V-3 ( németül: Megtorlás 3) második világháborús német nagy kaliberű ágyú, amely a több töltet elvén működött, ami annyit jelent, hogy másodlagos hajtóanyagtölteteket lőnek ki, hogy sebességet adjanak a lövedéknek. Két teljes méretű ágyút építettek az észak-franciaországi Mimoyecques földalatti erődjében, és állandó jelleggel Londonra irányították őket, de a szövetséges bombatámadások még a befejezésük előtt használhatatlanná tették őket. Két kisebb ágyút is használtak Luxemburg Ágyúzására 1944 decembere és 1945 februárja között.
A V-3-at Hochdruckpumpe ("nagynyomású szivattyú", röviden HDP) néven is ismerték, ami egy kódnév volt, amivel el akarták rejteni a projekt valódi célját. Fleißiges Lieschen ("szorgos Lizzie") néven is ismerték.

## Leírás
A fegyver több hajtóanyag-fokozatot használt a cső hosszában elhelyezve, hogy további lendületet biztosítson. Ezeket a forró gázok gyújtották meg, amelyek a lövedéket hajtották, miközben az elhaladt mellettük. A robbanótöltetek helyett szilárd tüzelésű rakétahajtóműveket használtak, mivel azok alkalmasabbak és könnyebben használhatók. Ezeket szimmetrikus párokban rendezték el a cső hosszában, olyan szögben, hogy tolóerejüket a lövedék aljához koncentrálják, ahogy az elhaladt mellettük. Ez az elrendezés hozta létre a német Tausendfüßler (" százlábú ") kódnevet.
A csövet és az oldalsó kamrákat azonos szakaszokként tervezték, hogy egyszerűsítsék a gyártást és lehetővé tegyék a sérült részek cseréjét. A teljes fegyver több ilyen, összecsavarozott részt használt. A sima csövű ágyú egy stabilizáló szárnyakkal ellátott és stabilizált lövedéket lőtt ki, amely az aerodinamikai erőkre, és nem a giroszkópos erőkre támaszkodott a felborulás megakadályozása érdekében (ellentétben a hagyományos huzagolt fegyverekkel, amelyek a lövedéket forgásra késztetik).

## Háttér
A többtöltetes koncepció alapötlete az, hogy egy hagyományos, fegyverben a csőben lévő nyomás a závárzatra és a lőszerre koncentrálódik, és amikor a töltetet elsütik, a lövedéket nyomó nyomás folyamatosan csökken egy sokkal alacsonyabb értékre, ahogy a lövedék halad a csőben, és az égésgázok kitágulnak. Ehhez egy hagyományos fegyvernek sokkal nehezebbnek kell lennie a zárvégnél, hogy sikeresen megfékezze ezt a nyomást, és ahogy a fegyver ereje növekszik, a súly tarthatatlanná válik. A többtöltéses koncepció alacsony fogyasztású kezdeti töltést használ, és folyamatosan további töltéseket ad hozzá, ahogy a lövedék a cső mentén mozog, ami sokkal állandóbb nyomást eredményez a lövedék mozgása során. Ez csökkenti a csúcsnyomást és a nehéz farfekvés szükségességét, valamint simább gyorsulást biztosít.
A többkamrás pisztoly eredete a 19. századra nyúlik vissza. 1857-ben Azel Storrs Lyman (1815–1885) amerikai feltaláló szabadalmat kapott a „Lőfegyverek gyorsításának fejlesztése”  címmel, és 1860-ban épített egy prototípust, amely sikertelennek bizonyult. Lyman ezután James Richard Haskell-lel együttműködve módosította a tervet, aki évek óta ugyanazon az elven dolgozott.  
Haskell és Lyman úgy vélték, hogy a kiegészítő hajtóanyag-töltetek növelhetik a lövedék csőtorkolati sebességét, ha a tölteteket az ágyú csövében, az oldalsó kamrákban elosztott időközönként helyezik el, és egy pillanattal azután begyulladnak, hogy egy lövedék elhaladt mellettük. A „Lyman-Haskell többtöltetes ágyút” az amerikai hadsereg fegyverzeti főnökének utasítására építették, de az nem hasonlított egy hagyományos tüzérségi eszközre. A cső olyan hosszú volt, hogy egy ferde rámpára kellett helyezni, és két kamrája volt, amelyek 45 fokban hátrafelé dőltek, és ürítettek bele bele a csőbe.
1880-ban a philadelphiai Frankford Arsenalban tesztelték, de sikertelenül. Az eredeti hajtóanyag-töltet villanása a hibás elzárás miatt megkerülte a lövedéket, és idő előtt begyújtotta a kiegészítő tölteteket, mielőtt a lövedék elhaladt volna felettük, lelassítva a lövedéket. A legnagyobb elérhető sebesség 335 méter per másodperc (1100 ft/s), ami gyengébb, mint egy hagyományos, ugyanebből az időszakból származó, 7 hüvelykes RBL Armstrong ágyú teljesítménye. Új, többtöltetes ágyúprototípusokat építettek és teszteltek, de Lyman és Haskell elvetették az ötletet.
Ugyanebben az időszakban a francia mérnök, Louis-Guillaume Perreaux, a motorkerékpár egyik úttörője, már 1860 előtt is egy hasonló projekten dolgozott. Perreaux 1864-ben szabadalmat kapott egy többkamrás pisztolyra. 1878-ban Perreaux bemutatta találmányát a párizsi világkiállításon.

## Fejlesztés
1918-ban a francia hadsereg terveket készített egy nagyon nagy hatótávolságú, többkamrás ágyú gyártására válaszul a német Párizs-ágyúra. A párizsi ágyút a Friedrich Krupp AG építette, és 125 kilométer (78 mi) távolságból tudta lőni Párizst a német vonalakról. A francia kezdeményezés nem érte el a prototípus stádiumot. A német seregek visszavonulása és a fegyverszünet véget vetett a bombázásnak, majd a terveit archiválták. 
Franciaország 1940 júniusában, a második világháború kezdetén összeomlott, és a német erők megszerezték a nagy hatótávolságú ágyú terveit. 1942-ben ez a szabadalom felkeltette August Coenders, a Röchling lövedék fejlesztőjének és a wetzlari "Röchling Stahlwerk AG" gyár főmérnökének figyelmét. Coenders úgy vélte, hogy a lövedék fokozatos gyorsítása a cső teljes hosszában elosztott kis töltetek sorozatával megoldást jelenthet a nagyon nagy hatótávolságú ágyúk tervezésének problémájára. A nagy sebességű lövedékek kilövéséhez szükséges nagyon nagy robbanótöltet a hagyományos ágyúk csövének gyors kopását okozta.
Coenders elektromosan aktivált töltések használatát javasolta a Lyman-Haskell ágyúnál tapasztalt kiegészítő töltések idő előtti begyulladásának problémájának kiküszöbölésére. Coenders épített egy prototípust amely egy 20  mm-es többkamrás ágyú volt melyet a wetzlari gyárban, hogy ilyen kaliberű csöveket gyártson a 20 mm-es Flak 38 légvédelmi ágyúkhoz. Az első tesztek biztatóak voltak, de a fegyverzeti minisztérium támogatásának elnyerése érdekében Hermann Röchlingnek be kellett mutatnia Albert Speer Coendersnek egy olyan ágyú tervét, amely képes volt Londonra tüzelni a Pas-de-Calais partjairól. A projekt célja az volt, hogy két üteg segítségével óránként 140 kilogramm (310 lb) ) lövedéket tudjanak rázúdítani Londonra. Minden egyes lövedékek 25 kilogramm (55 lb) robbanótöltettel volt ellátva.
Speer 1943 májusában tájékoztatta Adolf Hitlert a javaslatról. Miután a Brit Királyi Légierő (RAF) augusztus 17-én bombázta a Peenemünde rakétaközpontot, Hitler beleegyezett Speer javaslatába, hogy a géppuskát további tesztek nélkül építsék meg.  Coenders egy teljes kaliberű ágyút épített a Magdeburg melletti Hillersleben tesztpályán, de 1943 végére komoly problémákba ütközött mind az ágyú alapelvének működésbe hozatala, mind a kilőni kívánt lövedékek megvalósítható tervének kidolgozása során. Még akkor is, amikor minden működött, a csőtorkolati sebesség alig haladta meg 1000 méter per másodperc (3300 ft/s), ami közel sem volt az ígértnek. Mindazonáltal javaslatot tettek egyetlen teljes méretű 150 méter (490 ft) hordót Misdroy -ban, a Balti-tengeren található Wolin szigetén, Peenemünde közelében, miközben folytatódott az építkezés a franciaországi mimoyecques-i telephelyen, amelyet az USAAF és a RAF már megtámadott. A Heereswaffenamt (Fegyverbeszerzési Hivatal) 1944 márciusára átvette a projekt irányítását, és mivel Misdroytól nem érkeztek jó hírek, Coenders az egyik mérnök lett, aki a három fő problémán dolgozott: a lövedék tervezésén, az eltömődésen és a másodlagos töltetek meggyújtásán.

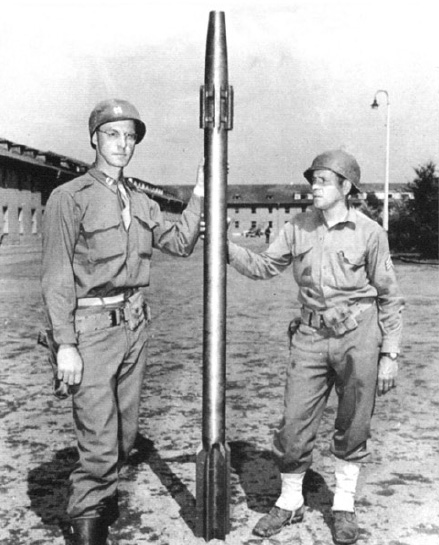
Két amerikai katona egy zsákmányolt Sprenggranate 4481 lövedékkel, amelyet a V-3-ból 6 másodpercenként lőttek ki.

Hat különböző cég készített kielégítő lövedékterveket, köztük a Krupp és a Škoda Works. Az elzáródási problémákat egy tömítődugattyú elhelyezésével oldották meg a lövedék és a kezdeti hajtóanyagtöltet között, amely megakadályozta, hogy a töltetből származó villanás megelőzze a lövedéket, és megoldotta a másodlagos töltések beindításának szabályozását. 1944 májusának végére négy terv készült el a 150 mm-es bordás lövedék, egyet a Fasterstoff gyártott (Füstenberg tervezte), hármat pedig a Röchling (Coenders), a Bochumer (Verein-Haack) és a Vitkovicei Bányászai és Vasművek (Athem) gyártott.
A teszteket Misdroyban tartották 1944. május 20. és 24. között, a lőszer akár 88 kilométer (55 mi) is el tudott érni 1944. július 4-én a Misdroy ágyút 8 lövéssel tesztelték; az egyik 1,8 méter (5,9 ft) hosszú lövedékek 93 kilométer (58 mi) tettek meg. De  a fegyver felrobbant a tesztelés során, ezzel véget vetve a teszteknek.

## Mimoyecques helyszín

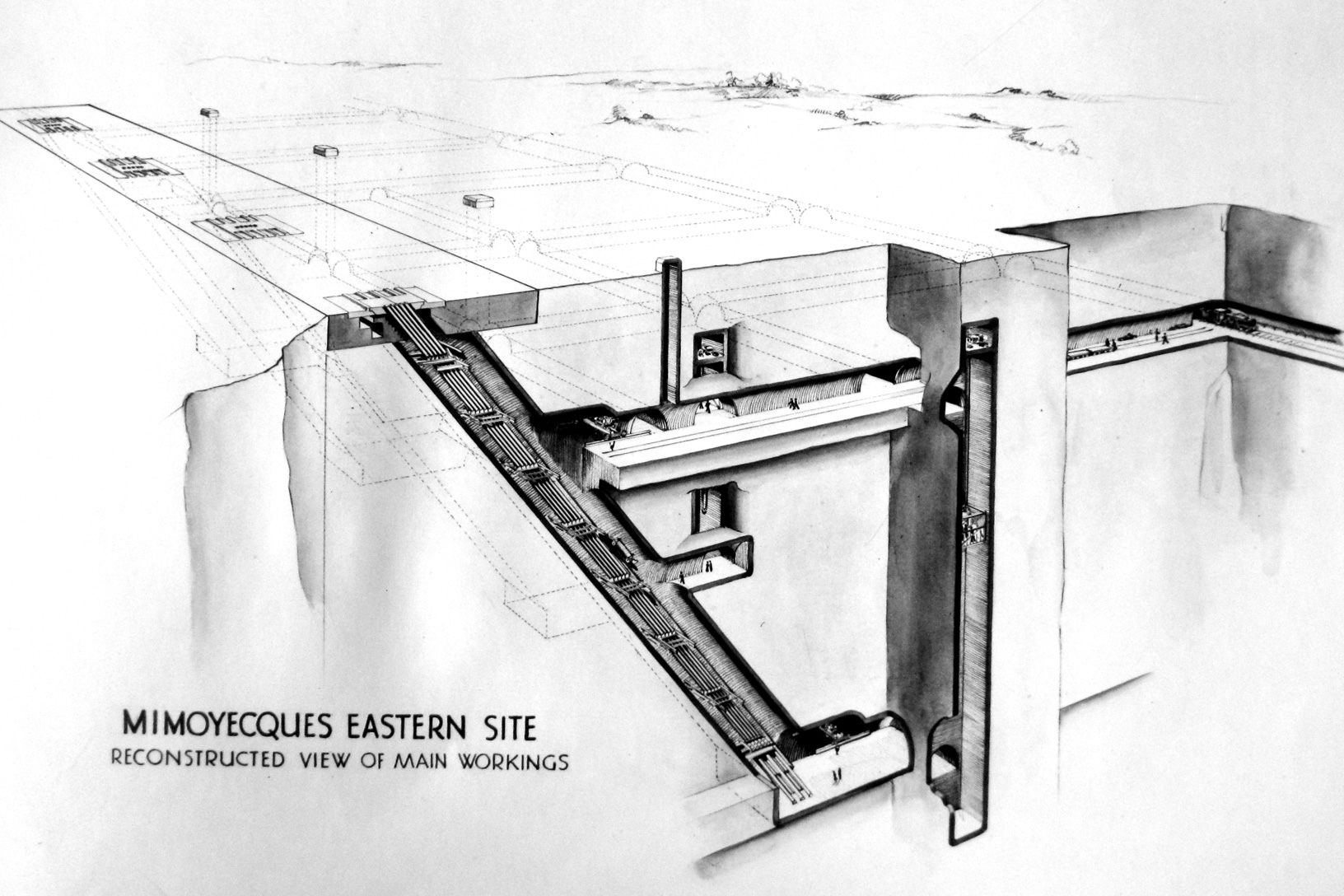
A helyszín rekonstruált terve

A Festung Pioneer-Stab 27 (az LVII. Hadtest, a XV. Hadtest erődítményezrede, amely akkoriban Dieppe térségében állomásozott) Bock őrnagy kapta a feladatot, hogy találjon megfelelő helyet a HDP ütegeknek, miután Hitler úgy döntött, hogy a HDP ágyúkat Észak-Franciaországban kell elhelyezni London bombázására. Egy 1943 elején végzett tanulmány arra a következtetésre jutott, hogy egy sziklamaggal rendelkező domb lenne a legalkalmasabb, mivel az ágyúcsöveket sodrásokban (ferde alagutakban) lehetne elhelyezni, és a szomszédos alagutakban található berendezéseket és kellékeket is támogatni lehetne. A fegyverek nem lennének mozgathatóak, és állandóan Londonra irányulnának.
Egy megfelelő helyszínt választottak ki egy mészkődombon, körülbelül 5 kilométerre a Hidrequent kőbányáktól északra, Mimoyecques közelében, az észak-franciaországi Pas-de-Calais régióban, Cap Gris Nez mögött, ahol már építés alatt álltak az V–1 és V–2 indítóállások. A helyszín 8 kilométerre volt a tengertől és 165 kilométer (103 mi) Londontól. A Wiese (rét) és a Bauvorhaben 711 (711-es építési projekt) kódneveket kapta, és az Organisation Todt 1943 szeptemberében kezdte meg az építkezést a munkálatokat támogató vasútvonalak megépítésével, októberben pedig megkezdte az ágyúaknák kiásását. A kezdeti elrendezés két párhuzamos létesítményből állt, körülbelül 1 kilométer (0,62 mi) távolságra, mindegyikben öt hordógödörrel, amelyek öt HDP ágyúcsőből álló, egymásra halmozott csoportot tartottak, összesen 50 ágyút. Mindkét létesítményt egy földalatti vasúti alagút és földalatti lőszertároló galériák szolgálták ki.
A keleti komplexum öt, 50° szögben álló hosszú volt a dombtető alatt. A falak 5,5 méter vastagok voltak. Nagy acéllemezek védték az öt nyílást, és minden járathoz speciális páncélozott ajtó tartozott. Kiterjedt alagutak és liftaknák támasztották alá az ágyúkat, és ha a telephely működőképessé vált volna, az Artillerie Abteilung 705 és a támogató egységek mintegy 1000 katonáját vezényelték volna Mimoyecques-be. Az Artillerie Abteilung 705-öt 1944 januárjában szervezték meg Georg Borttscheller hadnagy vezetésével a Wiese fegyverkomplexum működtetésére.
A tervek szerint az első, öt ágyúcsőből álló üteg 1944 márciusára, a teljes, 25 ágyúcsőből álló komplexum pedig 1944. október 1-jére elkészült volna. 1944 áprilisában a Misdroy tesztpályán hiba történt, miután mindössze 25 lövést adtak le, és ennek eredményeként a projektet öt ágyúból háromra csökkentették, bár a többi ágyún már elkezdődtek a munkálatok.
A helyszínt végül 1944. július 6-án helyezték üzemen kívül, amikor az RAF Bombázóparancsnokság 617-es századának bombázói (a híres "Dambusterek") 5400 kilogramm (11 900 lb) „Tallboy” mélyen behatoló „földrengésbombát”  dobtak le.

## Luxemburgi bombázás
A projekt végül az SS ellenőrzése alá került, és Hans Kammler SS-tábornok elrendelte, hogy 1944 végén tegye harcra készre, Walter Dornberger segítségével. Egy üteg két rövidebb vagy „félcsövű” V-3 ágyúból állt, amelyek körülbelül 50 méter (160 ft) hosszú, 12 oldalkamrával voltak felszerelve és a Hauptmann (százados) Patzig parancsnoksága alatt álló Artillerie Abteilung 705 tüzérségi egység kezébe került. Ezeket a Ruwer folyó erdős szurdokában helyezték el Lampadenben, körülbelül 13 kilométer (8,1 mi) Triertől délkeletre, Németországban.
A két ágyú nyugatra irányult, 13 acél tartószerkezeten nyugodva, tömör fa talapzatokon, 34 fokos lejtőn. Luxemburg városa (amelyet 1944 szeptemberében szabadítottak fel) körülbelül 43 kilométer (27 mi) távolságban volt. és 305-ös célpontként jelölték ki. A két ágyúcső között betonblokkházakat építettek, valamint tíz kisebb bunkert építettek lövedékek és hajtóanyagtöltetek tárolására.
A lampadeni ágyúk összeszerelése és felszerelése egybeesett az ardenneki csata utolsó előkészületeivel. A lőszerellátás a német vasúthálózat állapota miatt problémássá vált. Az idő kritikussá vált, ezért úgy döntöttek, hogy egy 150 milliméter (5,9 in) uszonyos lövedék eldobó sabottal, súlya 95 kilogramm (209 lb) és egy 7–9 kilogramm (15–20 lb) súlyú robbanótöltet. A hajtóanyag egy 5 kilogramm (11 lb) ös fő díj és 24 mellékdíj, összesen 73 kilogramm (161 lb).
Mire az ardenneki offenzíva 1944. december 16-án megkezdődött, Kammler parancsot kapott az OB Westtől (a német hadsereg nyugati parancsnokságától), hogy a hónap végén kezdje meg a tüzelést, és az első ágyúcső 1944. december 30-án bevetésre kész volt. Először két bemelegítő lövést adtak le, majd öt nagy robbanásveszélyes lövedéket, amelyeket egymás után lőttek ki, Kammler kíséretében. A csőtorkolati sebesség körülbelül 935 méter per másodperc (3070 ft/s).
A második ágyúcsövet 1945. január 11-én helyezték üzembe, és 1945. február 22-ig összesen 183 lövést adtak le, 44 megerősített találattal a városi területen. A Luxemburgot eltaláló 142 lövésből összesen 10 halott és 35 sebesült volt.

## A projekt későbbi sorsa
A két Lampaden ágyú egyikét 1945. február 15-én leszerelték. és a tüzelés február 22-én megszűnt, amikor az amerikai hadsereg egységei 3 kilométerre megközelítették Lampadent
Egy második ágyúüteget kezdtek bevetni 1945 januárjában Buhlban, Belfort ellen irányulva, a Nordwind hadművelet offenzívájának támogatására. Egy ágyút állítottak fel, mielőtt a Nordwind offenzíva kudarca veszélyeztette volna a helyszínt, és a felszerelést eltávolították, mielőtt megkezdődhetett volna a tüzelés.
Voltak más javaslatok is London, Párizs, Antwerpen és más városok bombázására szolgáló ütegek telepítésére, de ezeket a német vasúthálózat rossz állapota és a lőszer hiánya miatt nem hajtották végre. Mind a négy HDP ágyút végül elhagyták a wetzlari Röchling gyárban, és az Artillerie Abteilung 705-öt hagyományos tüzérséggel szerelték fel. A szétszerelt lövegcsöveket, a pótalkatrészeket és a megmaradt lőszert később az amerikai hadsereg lefoglalta és az Egyesült Államokba szállította, ahol a marylandi Aberdeen Proving Groundon tesztelték és értékelték azokat, majd 1948-ban ott selejtezték.

## Múzeum
A Mimoyecques múzeum lehetővé teszi a látogatók számára, hogy megtekintsék a galériákat (az építés és a bombázások okozta károk különböző szakaszaiban), az ágyúk maradványait, egy kis méretű V-3 replikát, valamint a használt gépek, sínrendszerek és szerszámok példáit. A helyszínen emlékművek is találhatók a nácik által az építkezésre kényszerített rabszolgamunkásoknak, valamint a bázis pusztítása során elesett pilótáknak.
A Misdroy-i lelőhelyen is található múzeum.

## Méretarányos modell
A Cambridge-i Egyetem munkatársa, Hugh Hunt és Charlie Adcock robbantásmérnök közösen elkészítették a V-3 ágyú működőképes méretarányos modelljét, és bebizonyították, hogy a hajtóanyagok begyulladását a lövedék mögött előrehaladó gáz okozta.